# Harry Murray
Henry William "Harry" Murray (1er décembre 1880 - 7 janvier 1966) était un soldat australien ayant pris part à la Première Guerre mondiale et à la Seconde Guerre mondiale.

## Biographie
Décoré à plusieurs reprises durant sa carrière militaire, Harry Murray est entré dans l'armée en tant qu'engagé volontaire. Au bout de trois ans et demi, ce soldat très modeste est devenu lieutenant-colonel. 
Le 11 avril 1917, à Bullecourt, avec ses hommes du 13e Bataillon, il s'empare des tranchées allemandes, organise la résistance mais doit ordonner le repli. Il est alors très affecté par la mort de son meilleur ami Percy Black. Il est souvent cité comme le soldat le plus décoré des armées du Commonwealth lors de la Première Guerre mondiale. Ses nombreux actes de bravoure lui ont valu le surnom affectueux de « Mad Harry » (« Harry le fou »).

## Distinctions et décorations
- Croix de Victoria
- Compagnon de l'ordre de Saint-Michel et Saint-George
- Ordre du Service distingué
- Distinguished Conduct Medal
- Citation militaire britannique
- Croix de guerre 1914-1918